# Тамара Гарбајс
Тамара Врдољак (Загреб, 13. септембар 1976) је хрватска позоришна, телевизијска и филмска глумица.

## Биографија
Рођена је 13. септембра 1976. године у Загребу, у Хрватској.
Родитељи су јој се развели када је била беба. Одрастала је са мајком, баком и дедом. Иако није живела са оцем, он је свакодневно био присутан у њеном одрастању. Долазио је по њу у школу, водио ју је на часове ритмике и енглеског.
Била је удата за бившег ватерполисту Хрвоја Шинтића, са којим је била у браку шест година. Из брака са Хрвојем има сина Тому.

## Каријера
Са 16 година победила је на такмичењу за Лице године и отпутовала у Лос Анђелес и Њујорк. Због манекенства, извесно време живела је у Милану, Италији.
У Милану је радила за Армани, носила ревије на Миланској недељи моде и снимала за бројне модне магазине.
Иако су јој сви предвиђали успешну манекенску каријеру, никада није одустала од глуме. Живи и ради као позоришна, телевизијска и филмска глумица у Хрватској.

## Филмографија

### Телевизијске улоге
- Ватре ивањске као Гина Колар (2014.-2015)
- Зора дубровачка као Соња Жупан (2013-2014)
- као Барбара Бан (2013)
- Ларин избор као Вјера Дијак (2011-2013)
- Закон љубави као Ивана Бабић (2008)
- Обични људи као Ема Кнез (2006-2007)
- М(ј)ешовити брак као Дијана (2006)
- Љубав у залеђу као Лана Груден (2005-2006)
- Ново доба као Гога (2002)

### Филмске улоге
- Читуља за Ескобара као Лела (2008)
- Као у лошем сну (2003)
- Милост мора као избјеглица (2003)
- Полагана предаја (2001)
- Холдинг као пјевачица (2001)
- Четвероред као Магдалена (1999)
- Загорје, дворци (1997)